# Marc Martínez Aranda
 Marc Martínez Aranda  (Barcelona, 4 april 1990) is een Spaans voetballer die speelt als doelman. Het was een laadbloeier, die op bijna vierendertig jarige leeftijd een contract kon tekenen bij een ploeg uit de Primera División.
Zijn loopbaan startte hij vanaf seizoen 2009-2010 bij Rayo Cantabria, de B-ploeg van Racing Santander. Deze ploeg speelde op het niveau van de Segunda División B.  Met een zeventiende plaats kon de ploeg haar plaats echter niet veilig stellen en zo belandde hij vanaf seizoen 2010-2011 in de Tercera División.  Een derde plaats werd behaald, de play offs behaald, maar de promotie werd mislopen.
Vanaf seizoen 2011-2012 kwam hij terecht bij een ander filiaal, Deportivo de La Coruña B.  Deze ploeg was actief op niveau van de Tercera División.  Hij zou er twee seizoenen actief zijn en een zesde en een vierde plaats behalen.  Deze tweede uitslag gaf weer toegang tot de play offs, maar de promotie werd niet behaald.
 Elche CF Ilicitano, spelend op niveau van de Segunda División B, was vanaf seizoen 2013-2014 het derde filiaal waar hij actief zou zijn.  Maar op 30 januari 2014 zou hij terugkeren naar Deportivo.  
Vanaf seizoen 2014-2015 tekende hij een contract bij UD Logroñés, een ploeg uit de Segunda División B, maar aangezien hij geen speelkansen kon versieren, stapte hij tijdens de winterstop over naar reeksgenoot UD Somozas.
Aan de start van seizoen 2015-2016 tekende hij een tweejarig contract bij reeksgenoot CD Alcoyano.  Hij zou er tweemaal op de zesde plaats eindigen.
Vanaf seizoen 2017-2018 kwam hij terecht bij reeksgenoot en oudste nog actieve ploeg in Spanje, Recreativo Huelva.  Hij dwong er onmiddellijk zijn basisplek af.  Het eerste seizoen was een moeilijk parcours met een vijftiende plaats als eindresultaat.  Tijdens het seizoen 2018-2019 werd de ploeg kampioen van hun reeks, maar werden ze uitgeschakeld tijdens de play offs door achtereenvolgens CF Fuenlabrada en CD Mirandés.
Daardoor kwam hij vanaf seizoen 2019-2020 terecht bij reeksgenoot FC Cartagena.  Ook bij deze ploeg werd hij basisspeler en kampioen.  Tijdens de eindronde speelde hij een grote rol bij het behalen van de promotie.  Tijdens de finale van de eindronde bleek de havenploeg bij het nemen van de strafschoppen te sterk voor Club Deportivo Atlético Baleares.  Hij stopte de laatste penalty en werd zo de held van de promotie.  Zijn contract werd met één seizoen verlengd en zo volgde de speler de havenploeg vanaf seizoen 2020-2021 naar de Segunda División A.  Zijn inbreng tijdens zijn dertig officiële wedstrijden was medebepalend voor het behoud.  Zijn contract werd aan de start van het seizoen 2021-2022 nogmaals met één jaar verlengd.  Ook tijdens zijn veertig optredens gedurende het tweede seizoen in Segunda A was hij medebepalend bij het behalen van de mooie negende plaats in de eindrangschikking.  Zou kwam hij na het einde van drie seizoen op 99 optredens voor de havenstad.  Op 8 juni 2022 werd zijn contract met twee seizoenen verlengd.  De eerste wedstrijd van het seizoen 2022-2023 was ook onmiddellijk zijn honderdste officiële wedstrijd.  De thuiswedstrijd van 15 augustus 2022 tegen SD Ponferradina ging echter met 2-3 verloren.  Vanaf de vijfde wedstrijd verloor hij zijn basisplaats aan Aarón Escandell Banacloche.  Hij kwam dat seizoen niet verder dan zeven competitie- en drie bekerwedstrijden.  Als positief punten tijdens dit seizoen kunnen we de mooie negende eindplaats en de bekerwedstrijd tegen Villarreal CF, ploeg uit de Primera, benoemen. Toen op het einde van het seizoen Escandell de ploeg verliet voor het net naar het hoogste niveau gepromoveerde UD Las Palmas, gaf hem tijdens het volgende seizoen weer de mogelijkheid om meer speelkansen op te eisen.  Tijdens seizoen 2023-2024 kreeg hij de van FC Andorra geleende Raúl Lizoain Cruz als concurrent.  Hij heroverde tijdens de heenronde weer zijn basisplaats.
Einde januari 2024 kwam de verrassing dat hij overstapte naar Granada CF, een ploeg uit de Primera División dat voor zijn behoud vocht.  Er was namelijk een plaatsje vrij gekomen na het vertrek van eerste doelman André Filipe Magalhães Ribeiro Ferreira.  Hij werd tot het einde van het seizoen uitgeleend aan Real Valladolid, een reeksgenoot van Cartagena.  Toen de ploeg reeds tot de degradatie veroordeeld was, maakte Marc op 15 mei 2024 zijn debuut op het hoogste Spaanse niveau.  De ploeg verloor, ondanks ze lang tegen tien tegenspelers gespeeld hadden, de uitwedstrijd tegen Rayo Vallecano met een 2-1 eindscore.